# Stanko Trček
Stanko Trček, slovenski duhovnik, * 5. maj 1912, Stara Vrhnika, † neznano 1945, kraj smrti neznan.

## Življenje
Po osnovni šoli na Vrhniki je obiskoval klasično gimnazijo v Ljubljani, v tem času je stanoval v dijaškem domu na Taboru. Po maturi je vstopil k lazaristom, leta 1938 je doštudiral teologijo, 3. julija 1938 mu je dr. Gregorij Rožman podelil duhovniško posvečenje. Novo mašo je imel na Vrhniki. Od oktobra 1938 do aprila 1939 je služil jugoslovanski vojaški rok v Kosovski Mitrovici, nato pa je začel opravljati službo bolniškega kurata v ljubljanski bolnišnici, dokler ni proti koncu vojne nastopil v službo vojnega kurata. Maja 1945 se je z domobransko vojsko umaknil na Koroško, od koder je bil po angleški izdaji vrnjen. Čas in kraj umora nista znana. 
Njegovo ime je zapisano na spominski plošči pobitih ob cerkvi na Stari Vrhniki. 